# Baie Verreau
Pour les articles homonymes, voir Verreau.
Ne doit pas être confondu avec Vereaux ou Verreaux.
La baie Verreau est un plan d'eau douce situé dans la partie Nord-Est du réservoir Gouin, dans le territoire de la ville de La Tuque, dans la région administrative de la Mauricie, dans la province de Québec, au Canada.
Ce lac s’étend dans les cantons de Verreau et de Magnan.
Les activités récréotouristiques constituent la principale activité économique du secteur à cause de la navigation, étant située près de la route 212, ainsi qu’entre le village d’Obedjiwan et le ruisseau Verreau. En sus, étant donné ses baies et ses îles, ce lac constitue un refuge en cas de tempête de vent.
Le bassin versant du baie Verreau est desservi du côté Nord par la route 212 reliant le village d’Obedjiwan à la rive Est du réservoir Gouin ; cette route permet l’accès au lac Toussaint (réservoir Gouin), aux diverses baies de la rive Nord-Est du réservoir Gouin ainsi que la zone du ruisseau Verreau. Quelques routes forestières secondaires ont été aménagées sur la rive Nord du réservoir Gouin pour la coupe forestière et les activités récréatives.
La surface de la baie Verreau est habituellement gelée de la mi-novembre à la fin avril, toutefois la circulation sécuritaire sur la glace se fait généralement du début décembre à la fin de mars. La gestion des eaux au barrage Gouin peut entrainer des variations significatives du niveau de l’eau particulièrement en fin de l’hiver où l’eau est abaissée en prévision de la fonte printanière.

## Géographie
Avant la fin de la construction du barrage La Loutre en 1916, créant ainsi le réservoir Gouin, le baie Verreau avait une dimension plus restreinte. Après le deuxième rehaussement des eaux du réservoir Gouin en 1948 dû à l’aménagement du barrage Gouin, le baie Verreau épousa sa forme actuelle.
Les principaux bassins versants voisins de la baie Verreau sont :
- côté nord : ruisseau à l'Eau Claire (réservoir Gouin), lac du Principal, lac Pfister ;
- côté est : ruisseau Verreau, lac Dubois ;
- côté sud : lac Magnan (réservoir Gouin), lac Brochu (réservoir Gouin) ;
- côté ouest : rivière Kakiskeaskoparinaniwok, Passe de la Tête du Magnan, lac Omina, lac Kawawiekamak, baie Eskwaskwakamak, baie Wapisiw.

D’une longueur de 12,4 km et d’une largeur maximale de 5,4 km, la baie Verreau est entourée de montagne. Ce lac se caractérise par :
- une branche secondaire à la passe de la Tête du Magnan qui relie la baie Verreau au lac McSweeney ;
- la décharge du ruisseau à l'Eau Claire (réservoir Gouin) qui se déverse vers le centre de la rive Nord ;
- une île (longueur : 2,6 km) située au centre-Ouest du lac ;
- une île (longueur : 2,2 km) située au centre-Sud du lac, barrant l’émissaire du Sud ;
- une île (longueur : 4,4 km) située au centre-Sud du lac, barrant l’émissaire du Sud ;
- sa rive Ouest formée par une île (comportant une zone montagneuse) s’étirant vers le Sud-Ouest sur 22,9 km délimite la rive Ouest de la baie Verreau, la rive Sud-Est du lac Omina et la rive Sud

du lac Kawawiekamak. Cette rive Ouest de la baie Verreau comporte une petite baie orientée vers l’ouest.
La baie Verreau comporte trois émissaires : la rivière Kakiskeaskoparinaniwok, servant de passe située sur la rive Ouest du lac, qui est enjambée par le pont d’une route forestière et qui relie vers l’Ouest le lac Omina ; le deuxième émissaire est la branche secondaire menant à la Passe de la Tête du Magnan ; le troisième émissaire est situé dans la partie Sud du lac. Cette dernière conflue avec le lac Magnan (réservoir Gouin), soit à :
- 18,8 km au Nord-Ouest de l’embouchure du lac Magnan (réservoir Gouin) ;
- 28,7 km au Nord-Est du centre du village de Obedjiwan ;
- 57,3 km au Nord-Ouest du barrage Gouin ;
- 112 km au Nord-Ouest du centre du village de Wemotaci (rive Nord de la rivière Saint-Maurice) ;
- 198 km au Nord-Ouest du centre-ville de La Tuque ;
- 308 km au Nord-Ouest de l’embouchure de la rivière Saint-Maurice (confluence avec le fleuve Saint-Laurent à Trois-Rivières)[2].

À partir de l’embouchure de la baie Verreau, le courant coule sur 64,3 km généralement vers le Sud-Est, jusqu’au barrage Gouin, en traversant notamment, le lac Magnan (réservoir Gouin), le lac Brochu (réservoir Gouin) et la baie Kikendatch.
À partir de ce barrage, le courant emprunte la rivière Saint-Maurice jusqu’à Trois-Rivières où il se déverse sur la rive Nord du fleuve Saint-Laurent.

## Toponymie
Le terme « Verreau » constitue un patronyme d’origine française. Jadis, ce plan d’eau était désigné « lac Nemiscaioui ».
Le toponyme "baie Verreau " a été officialisé le 5 décembre 1968 par la Commission de toponymie du Québec, soit à la création de cet organisme.